# Dioscorus Benyamin Ataş
Dioscorus Benyamin Ataş – duchowny Syryjskiego Kościoła Ortodoksyjnego, od 1996 biskup Szwecji. Sakrę otrzymał 11 lutego 1996 roku.